# Victor Dumonbrug
De Victor Dumonbrug is een ophaalbrug over het Zeekanaal Brussel-Schelde in Klein-Willebroek, een gehucht van de gemeente Willebroek. De brug bevindt zich sinds 1922 niet meer over het Zeekanaal, dat toen verlegd werd naar een route parallel met de Rupel naar Wintam. De brug ligt over een oude tak van de Willebroekse Vaart, dat rechtstreeks aansloot op de Rupel bij Klein-Willebroek. De brug wordt vooral gebruikt voor de ontsluiting van de containerterminals langs het Zeekanaal en moet enkel nog worden geopend voor de pleziervaart van en naar Klein-Willebroek, dat via de sluis aldaar ook de Rupel kan bereiken.
De huidige brug werd gebouwd in 2000 en bestaat uit drie overspanningen: twee vaste zij-overspanningen in prefab-beton (22 en 17,5 m) en een beweegbare midden-overspanning (metalen ophaalbrug) van 20,6 m. De brug heeft een totale lengte van 60,1 m. De brug is kleurig geschilderd in rood, blauw en geel.

## Naamgeving
De brug is genoemd naar Victor Dumon, een ondernemer die een belangrijke rol speelde in de expansie van het zeekanaal. De werkhuizen van Dumon-Van der Vin waren gelegen op de landtong tussen de Rupel en het Zeekanaal richting Wintam. Anno 2009 is er een horeca-zaak gevestigd.
Van Praetbrug · Budabrug · Viaduct van Vilvoorde · Salangaanbrug · Europabrug · Willemsbrug · Verbrande Brug · Humbeekbrug · Jan Bogaertsbrug · Brielenbrug · Ringbrug · Vredesbrug · IJzerenbrug · Victor Dumonbrug · Boulevardbrug · Nijverheidsbrug